# Mito de la charapa ardiente

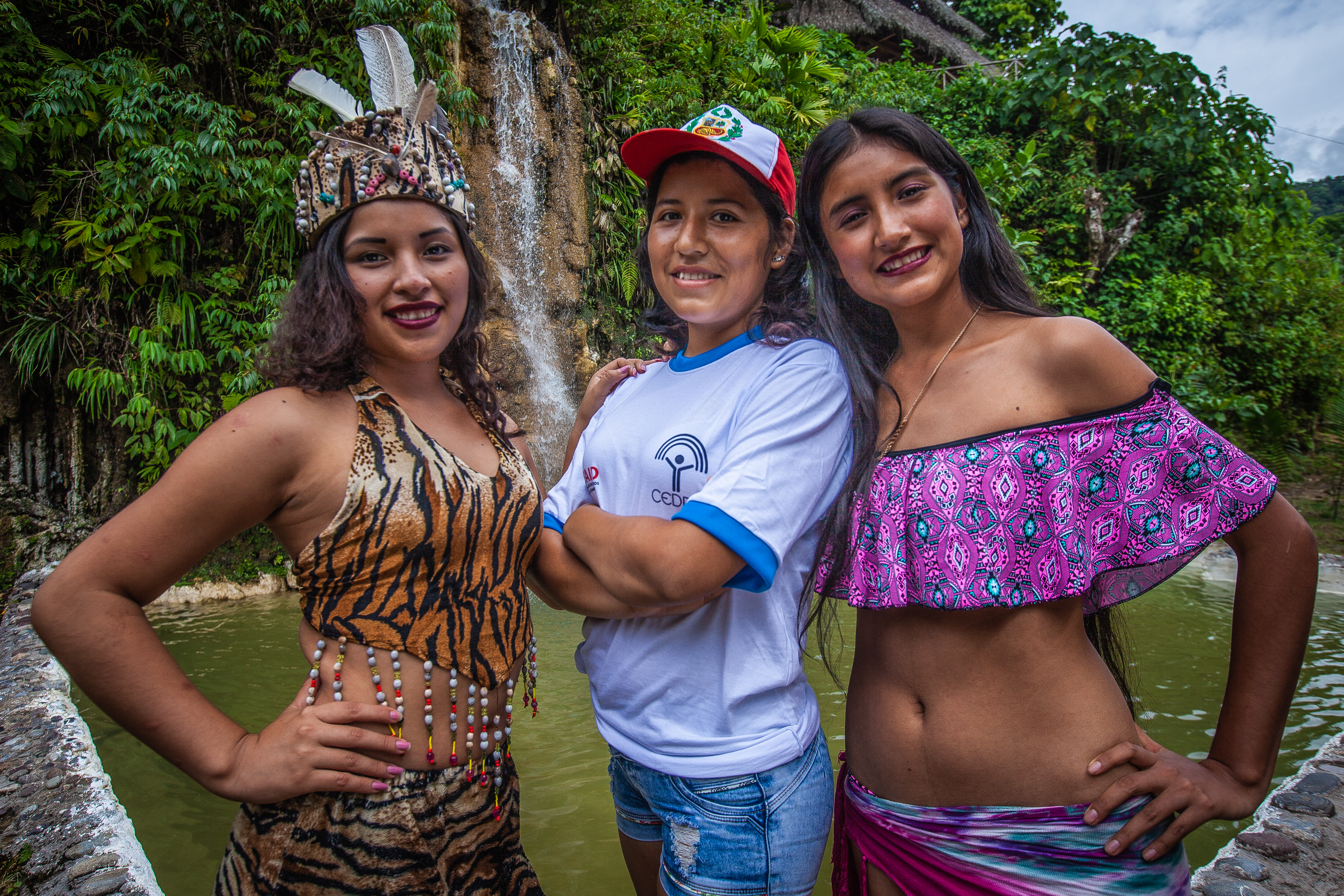
Mujeres amazónicas de Chazuta, San Martín. La imagen femenina fuera del amazonas es de «sexualidad exuberante, capaz de satisfacer las más altas exigencias masculinas» y por el clima cálido de la selva «dispuesta al juego erótico con liberalidad».

El mito de la charapa ardiente, también denominada como el estereotipo de la mujer amazónica, es una creencia popular extendida que sostiene que las mujeres originarias de la selva amazónica peruana tienen una libido desproporcionada y una alta actividad sexual. Aunque, desde una perspectiva cultural, tanto mujeres como hombres de la amazonia peruana suelen ser percibidos como más liberales en cuanto a normas sociales y comportamientos, lo que suele provocar que dicha región geográfica ocupe los primeros puestos de embarazo adolescente y propagación de enfermedades de transmisión sexual como el VIH. Las consecuencias ocasionadas por el mito son el incremento del turismo sexual, la trata de personas, el acoso por la falsa idea de la existencia de un ninfomanismo colectivo en las mujeres y violencia contra estas últimas de forma física, sexual y psicológica.
El término «charapa» es un gentilicio que se les da a las personas de la amazonia de forma peyorativa en la mayoría de veces.

## Origen

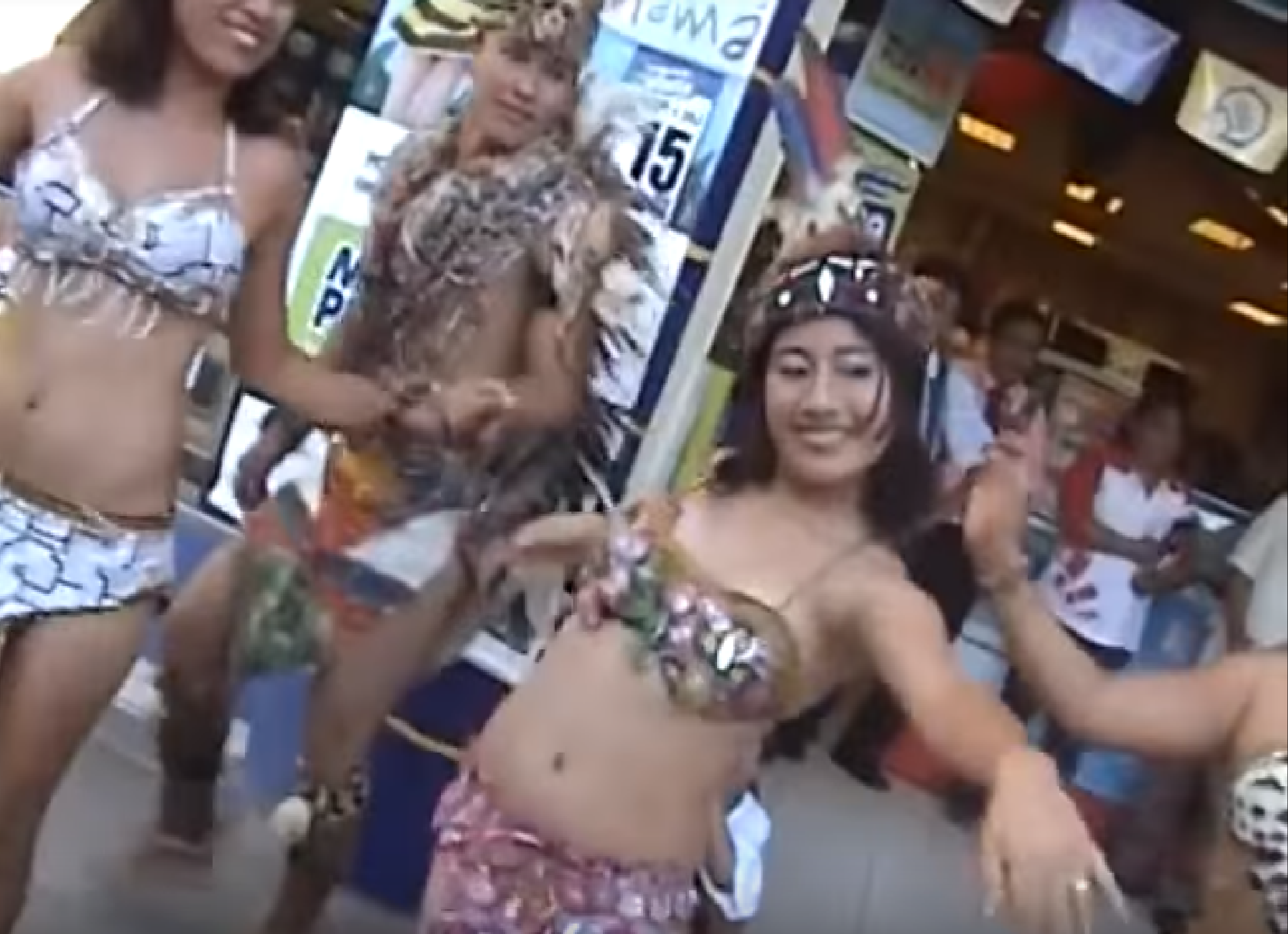
Bailarines de Pucallpa, para Motta se asocia a la feminidad amazónica con sensualidad por provenir de un sitio considerado exótico y extraño.

La antropóloga e historiadora peruana Angélica Motta establece los motivos de la existencia del mito:
- Percepción de la amazonia como un lugar alejado, incivilizado y exótico: Desde la colonización española y el inicio del período republicano el difícil acceso a la selva motivo la percepción de la amazonia como un lugar misterioso y a la vez peligroso.[1]

- Nula integración de la amazonia con la sierra y la costa: En el Perú existe un eje cultural de la sierra y la costa, en dicho eje se formó la identidad peruana, dejando a la amazonia relegada a mero territorio de selva virgen con individuos «salvajes» e «inferiores».[1] Desde la visión andina a pesar de que el andino y amazónico son, desde un punto de vista étnico, iguales, cultural y socialmente no.[1]

- Choque de culturas: Los «salvajes» eran amerindios apartados voluntariamente de la sociedad peruana, para el colonizador esto representaba una especie de inocencia e ingenuidad ligado a la necesidad de evangelizar dichos pueblos, pues varios de esos pueblos practicaban la poligamia, el incesto y el matrimonio infantil.[1] Este último motivo se fue generalizando a las poblaciones mestizas, descendientes de las primeras olas colonizadoras, que se encontraban en Iquitos.[1]

## Cultura popular
En la cultura popular se encuentra muy extendido el mito de la charapa ardiente, siendo el primero la leyenda de la Runamula en donde se presenta a una mujer amazónica casada o comprometida que no controla sus impulsos sexuales y comete incesto con un pariente o adulterio con un misionero, como consecuencia Dios la castiga convirtiéndola en un híbrido de mula con humano.
La novela Pantaleón y las visitadoras de 1973, del escritor peruano Mario Vargas Llosa se desarrolla en la selva del departamento de Loreto, según la trama de la novela las mujeres de la selva son «ardientes».
El 17 de septiembre de 2008 el escritor peruano Renato Cisneros publicó un comunicado a nivel nacional llamado El Libro de la Selva: Busco Novia en Iquitos (o ¿dónde carajo están las charapas ardientes?), haciendo referencia a su novela Busco Novia, en donde critica al mito de forma satírica desde su propia experiencia en Iquitos.
El 6 de junio de 2010 el diario El Comercio se realizó una noticia con el titular Conozca quién está detrás de Gladys, la ‘charapita’ de “Al fondo hay sitio”, de la serie Al Fondo hay Sitio, donde se hace referencia a un personaje femenino proveniente de la amazonia y condición humilde que se va a Lima para buscar a su esposo, además de coquetear con todos los hombres que se cruce en su camino.
El 16 de diciembre de 2016 el diario La Región publicó al dedo que entre turistas peruanos y turistas extranjeros, los primeros eran los que en su mayoría visitan Iquitos para experimentar lo que dice el mito:

(...) Otro era el deseo del turista peruano. Él pensaba en llegar a Iquitos para esa misma noche salir a la discoteca y la noche siguiente visitar algunos locales en donde se presentan bailarinas en breves ropas. El peruano solamente pensaba en diversión y en la urgencia de “conocer a una charapita ardiente”, que alimente aún más el mito de las mujeres fáciles y calientes de la selva peruana, que siempre se escucha en Lima.

## Mito inverso
De forma paralela aunque menos difundida también existe el estereotipo del hombre amazónico en donde todo aquel varón que no tenga una vida sexualmente activa o no sea polígamo es tachado de «homosexual», llegando el punto de generalizar en todo el mito a los hombres célibes, intelectuales y asexuales. Igualmente representa las mismas consecuencias, siendo entre ellas la más notoria, de forma irónica, el turismo LGBT.